# Eerste Kamer
La Prima Camera degli Stati generali (in olandese: Eerste Kamer der Staten-Generaal), detta anche comunemente Eerste Kamer (Prima Camera o impropriamente anche Senato), è la  camera alta dei Paesi Bassi. La camera bassa è, invece, la Tweede Kamer.
Si trova a L'Aia e conta 75 senatori eletti dai membri dei dodici Stati-provinciali (parlamenti provinciali) ogni quattro anni, entro tre mesi dalle elezioni per quest’ultimi. Le province hanno un peso elettorale diverso a seconda della popolazione.

## Composizione e funzioni
I membri del Senato sono part-time che spesso detengono anche altre posizioni. Ricevono un'indennità che corrisponde a circa un quarto dello stipendio dei membri della camera bassa.
A differenza della Tweede Kamer, politicamente più significativa, si riunisce solo una volta alla settimana. I suoi membri tendono ad essere politici veterani o politici part-time a livello nazionale, spesso con ruoli diversi.
Essa ha il diritto di accettare o respingere le proposte legislative ma non di modificarle o di avviare una legislazione. Direttamente dopo che la Camera dei Rappresentanti ha approvato un progetto di legge, viene inviato al Senato e sottoposto a una commissione parlamentare. Il comitato decide se il disegno di legge può essere immediatamente inserito nell'agenda della camera plenaria o se prima dovrebbe essere previsto uno studio preparatorio del disegno di legge. Se una proposta di legge viene immediatamente inserita nell'agenda della camera plenaria, viene passata come una formalità senza dibattito.